# Штемпель, Кристиан Фридрих
Кристиан Фридрих Штемпель или Кито Фрицо Штемпель (в.-луж. Kito Fryco Stempel, нем. Christian Friedrich Stempel; 29 ноября 1787 года, Эльстерхайде, Верхняя Лужица, курфюршество Саксония — 2 апреля 1867 года, Люббенау, Верхняя Лужица, курфюршество Саксония) — протестантский пастор, поэт, по национальности лужичанин. Известный представитель лужичанской литературы XIX века.

## Биография
Кито Фрико Штемпель родился 29 ноября 1787 года в Эльстерхайде, в Нижней Лужице. Общее образование получил в школе в Баутцене, которую окончил на Пасху 1807 года. Поступил в Лейпцигский университет, где изучал теологию. 7 сентября 1807 года, вместе с другими студентами-лужичанами, основал лужицкое братство Корпс Лузация Лейпциг (Corps Lusatia Leipzig). Во время обучения в университете в 1809 году вступил в «Серболужицкое проповедническое общество».
После богословского экзамена в 1810 году получил место наставника, а в 1813 году — пастора в Грайфенхейне, в Нижней Лужице. В 1823 году был переведён на место пастора в церковь Святого Николая в Люббенау. В этом приходе в 1853 году стал старшим пастором.
Активно выступал за сохранение лужичанской национальной культуры. На лужицких языках им были написаны рассказы, басни и сказки. На нижнелужицкий язык им были переведены произведения древнегреческих классиков. Он также писал стихи на этом языке.
Умер 2 апреля 1867 года в Люббенау.